# Каллістрат (Цинцадзе)
Католико́с-Патріа́рх Каллістрат (груз. კათოლიკოს-პატრიარქი კალისტრატე; в миру Каллістрат Михайлович Цинцадзе (груз. კალისტრატე მიხეილის ძე ცინცაძე); 12 квітня 1866, село Тобанієрі, Кутаїський повіт, Кутаїська губернія — 3 лютого 1952, Тбілісі) — єпископ Грузинської православної церкви. У 1932—1952 роках — Католикос-патріарх Грузії.
Був видатним істориком та джерелознавцем Грузинської православної церкви, дослідником спадщини Шота Руставелі та грузинської християнської літератури. Йому належить низка важливих наукових статей та монографій. Доктор богослов'я. Рішенням Священного синоду Грузинської православної церкви від 22 грудня 2016 року зараховано до лику святих Грузинської православної церкви.

## Біографія
Народився 12 квітня 1866 року в сім'ї священника в селі Тобанієрі в Імеретії (нині Ванський муніципалітет).
Навчався в Кутаїському духовному училищі, а потім — у Тифліської духовної семінарії, яку закінчив у 1888 році. Виділявся і в тому, і в іншому навчальному закладі своїми здібностями та старанністю, закінчив духовне училище та духовну семінарію першим за списком.
Його, як обдарованого студента, Давид Сараджишвілі власним коштом відправив до Київської духовної академії, яку він закінчив у 1892 році зі званням кандидата богослов'я.
У Києві він познайомився зі своєю майбутньою дружиною німкенею Отилією Томас, лютеранкою. Незабаром вона прийняла православ'я з ім'ям Ніно.
У 1892 році Калістрат Цинцадзе був висвячений у сан священника до Дідубійської церкви Тіфліса (нині Тбілісі). У 1903 році був переведений до Тифліської Квашветської церкви.

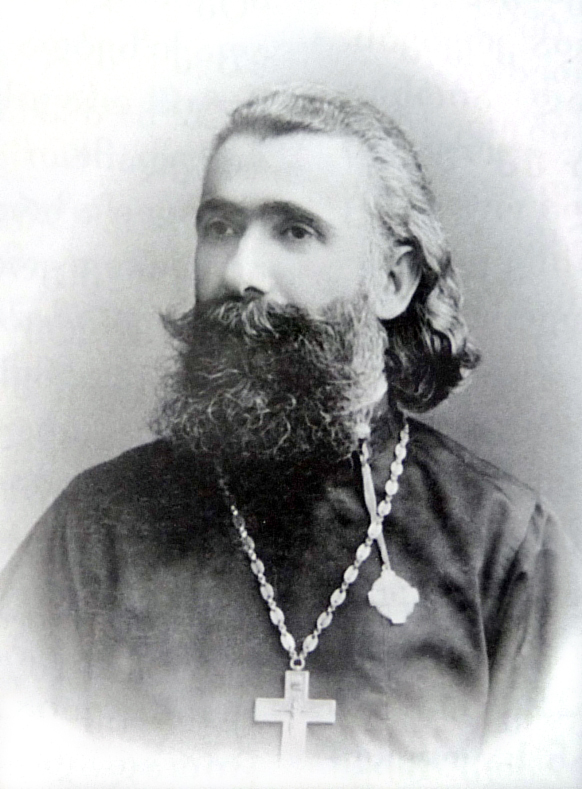
Протоієрей Каллістрат Цинцадзе

У 1909 році зведений був у сан протоієрея.
Проходячи протягом тридцяти двох років служіння у різних храмах Тифлісу обіймав такі посади: був законовчителем Дворянської гімназії, чоловічої гімназії імені Левандовського, 1-ї чоловічої гімназії та був членом правління Тифліської духовної семінарії. При цьому душпастирська діяльність поєднувалася в його житті з громадською.
Бувши священником, отець Калістрат водночас у різний час виконував обов'язки члена Міської думи, секретаря та члена вчених товариств. Був прихильником відновлення автокефалії Грузинської Церкви.
Після відкриття Тбіліського університету в 1918 році йому запропонували звання професора та можливість читання лекцій, але натомість зажадали обстригти бороду та зняти рясу, на що протоієрей Калістрат відповів відмовою: «Моїй пастві не зраджу!». Проте це не завадило йому пожертвувати свою величезну бібліотеку щойно заснованому університету.
У 1923 році Калістрата Цинцадзе разом з Католікосом-Патріархом Амвросієм та іншими священниками заарештували та посадили до Метехської в'язниці. Вийшов на волю 1925 року.
Овдовів, 31 жовтня 1925 року без постригу в чернецтво був хіротонізований на єпископа і водночас зведений у сан митрополита Мангліського.
21 червня 1932 року на VI Соборі Грузинської Церкви був обраний католикосом-патріархом всієї Грузії, архієпископом Мцхетським та Тбіліським. 24 червня відбулася його інтронізація у соборі Светіцховелі.
Вступивши в управління Церквою, він прагнув призупинити процес закриття, руйнування та пограбування храмів та монастирів, намагався зберегти лояльні відносини з радянською владою та домагався полегшення податкового гніту на Церкву. Він неодноразово звертав увагу радянської влади на порушення закону «Про свободу совісті». Завдяки спільним діям Католікоса-Патріарха та грузинської інтелігенції від руйнування було врятовано тбіліські храми Метехі та Кашветі, а також церкви Гелатського монастиря. Особливою турботою Католикоса-Патріарха було добитися визнання самопроголошеної автокефалії Грузинської Церкви помісними Православними Церквами.
Під час Другої світової війни радянський уряд пом'якшив свою релігійну політику і католикос-патріарху вдалося домогтися покращення становища Церкви. За особистим клопотанням католикоса-патріарха за час війни з таборів були випущені єпископ Єфрем (Сідамонідзе), протоієрей Іоан Лозовський, протодиякон Амвросій Ахобадзе; було відкрито 23 церкви.
Вже 7 листопада 1942 року газета Известия опублікувала ювілейне вітання Сталіну за підписом Католікос-Патріарха Калістрата (телеграма місцеблюстителя Московського патріаршого престолу митрополита Сергія (Страгородського) з'явилася трьома днями пізніше). Обрання митрополита Сергія патріархом дало привід католикосу надіслати вітальну телеграму 14 вересня 1943 року з висловленням надії на впорядкування стосунків між Церквами. Відновлення спілкування було 31 жовтня того ж року, ознаменувавшись співслужінням католикоса-патріарха з архієпископом Ставропольським Антонієм (Романовський) у кафедральному Сіонському соборі Тбілісі. 10 листопада 1943 року Священний Синод, заслухавши доповідь архієпископа Ставропольського Антонія, визначив: «молитовне та євхаристичне спілкування між обома автокефальними Церквами-Сестрами, Російською та Грузинською, на нашу спільну радість, відновленим». Цим же рішенням у підпорядкування Грузинській православній церкві передавалися російські парафії на всій території Грузинської РСР з наданням їм права «зберігати у своїй богослужбовій та парафіяльній практиці ті порядки та звичаї, які вони успадковували від Російської Церкви», крім того Синод визначив «просити Святішого Патріарха» Католикоса приймати до свого дозволу церковні справи і православних російських парафій, що знаходяться у Вірменії, які хоч і проживають поза межами Грузинської РСР, але за дальністю відстані та іншими подібними зовнішніми причинами не можуть звернутися до належної російської церковної влади".
У роки війни Грузинська Церква збирала пожертвування на потреби фронту, за що католикос-патріарх неодноразово отримував телеграми подяки від І. В. Сталіна. 2 лютого 1943 року у газеті «Известия» було опубліковано адресоване Сталіну повідомлення Католикоса-Патріарха Каллістрата у тому, що «віруючі Грузинського Католикосату вносять до відділення Державного Банку 85.000 рублів потреби Червоної Армії» і коротку відповідь Сталіна. 8 березня 1944 року в «Известиях» було опубліковано «прохання» Католікоса-Патріарха Калістрата «прийняти на святкові подарунки героям захисникам Батьківщини незначне приношення в 150 000 рублів» з короткою відповіддю Сталіна.
28 березня 1945 року очолив Церковний Собор Грузинської Православної Церкви, який прийняв нове «Положення про управління Грузинською Православною Церквою».
Учасник Помісного Собору Російської Православної Церкви, що проходив з 31 січня по 2 лютого 1945 року.
Учасник урочистостей, що проходили в липні 1948 року, присвячених 500-річчю автокефалії Російської Православної Церкви та наради глав помісних Православних Церков у Москві. Як найстарший за віком з усіх присутніх, сидів незмінно праворуч Патріарха Московського і всієї Русі Алексія I, в чорній рясі і чорному ляльці з діамантовим хрестом.
5 серпня 1950 року брав участь у тристоронній зустрічі в Тбілісі з патріархом Московським і всієї Русі Олексієм I і католикосом всіх вірмен Геворгом VI.
23 липня 1951 року був учасником зборів предстоятелів п'яти автокефальних Православних Церков у Троїце-Сергієвій Лаврі.

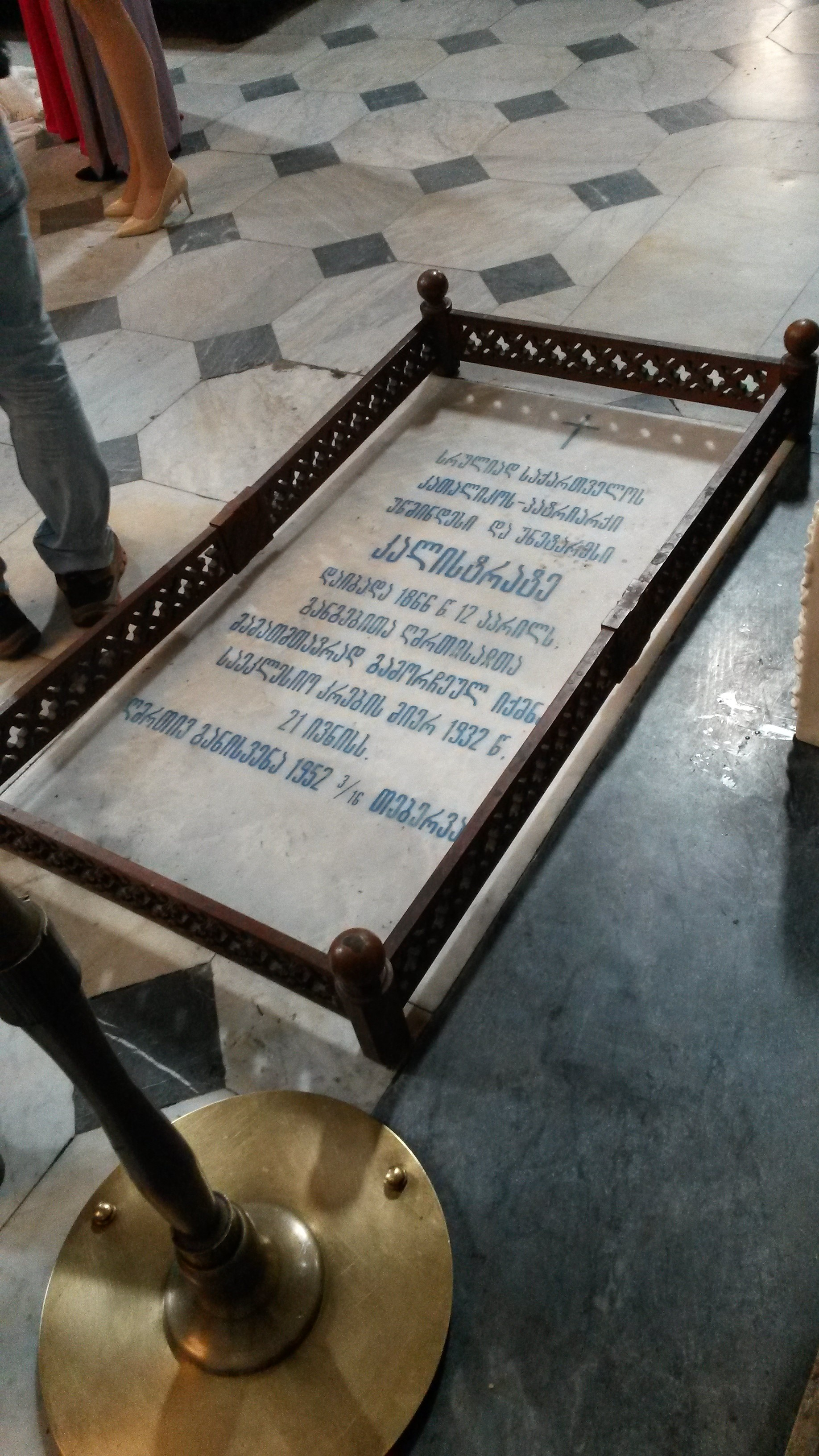
Могила Патріарха Каллістрата в Сіонському соборі

Помер 3 лютого 1952 року у Тбілісі. На його похованні у Тбіліському Сіонському соборі була делегація Російської Православної Церкви. Похований у Сіонському соборі.
Іменем Калістрата Цинцадзе названо вулицю в Тбілісі.

## Твори
- Автокефалия Грузинской Церкви (Исторический очерк IV—XI вв.). — Тифлис, 1905
- Историческая справка по вопросу об автокефальности Грузинской Церкви: Ответ Г. В. Самуилову. Тифлис, 1906.
- Телеграмма [Патриаршему Местоблюстителю Преосвященному Алексию, Митрополиту Ленинградскому и Новгородскому] // Журнал Московской Патриархии. 1944. — № 7. — С. 6.
- К народам всего мира // Журнал Московской Патриархии. М., 1945. — № 2. — С. 1 (с Патриархом Александрийским Христофором II, Патриархом Антиохийским Александром III, Патриархом Московским Алексием I, митрополитом Фиатриским Германом, Архиепископом Севастийским Афинагором, митрополитом Скоплянским Иосифом, епископом Аржешским Иосифом)
- Приветственная телеграмма Святейшему Патриарху Алексию ко дню новолетия и к празднику Рождества Христова // Журнал Московской Патриархии. 1947. — № 1. — С. 9.
- Телеграмма Святейшему Патриарху Алексию [поздравление с 800-летием престольного града Москвы] // Журнал Московской Патриархии. 1947. — № 10. — С. 7.
- Речь на торжественном заседании 8 июля 1948 г. в храме Воскресения Христова, что в Сокольниках г. Москвы // Журнал Московской Патриархии. 1948. — № 8. — С. 9—10.
- Слово на Святую Пасху, сказанное в Сионском соборе в Тбилиси 24 апреля 1949 г. // Журнал Московской Патриархии. 1949. — № 5. — С. 34—35.
- Иосифу Виссарионовичу Сталину [поздравление с 70-летием] // Журнал Московской Патриархии. 1950. — № 1. — С. 5.
- Ответная телеграмма Святейшему Патриарху Алексию [благодарность за поздравление с днём памяти равноапостольной Нины] // Журнал Московской Патриархии. 1950. — № 3. — С. 6.
- Ответ на Обращение Святейшего Патриарха Алексия // Журнал Московской Патриархии. 1950. — № 7. — С.12.
- Обращение Предстоятелей Русской, Грузинской и Армянской Церквей к христианам всего мира [о борьбе за мир] // Журнал Московской Патриархии. 1950. — № 8. — С. 5—7. (с Патриархом Московским Алексием и Алексий I, Верховным Патриархом-Католикосом всех армян Георгом VI)
- Обращение к христианам всего мира // Журнал Московской Патриархии. 1951. — № 8. — С. 3—5. (с Патриархом Антиохийским Александром, Патриархом Московским Алексием, Патриархом Румынским Юстинианом, Митрополитом Пловдивским Кириллом)
- Речь на Грузинской Республиканской Конференции сторонников мира в Тбилиси 19 сентября 1951 г. // Журнал Московской Патриархии. 1951. — № 11. — С. 26—27.
- Речь на Третьей Всесоюзной конференции сторонников мира // Журнал Московской Патриархии. 1951. — № 12. — С. 18—19.